# Gonomyopsis doaneana
Gonomyopsis doaneana là một loài ruồi trong họ Limoniidae. Chúng phân bố ở miền Tân bắc.